# Anna Tibaijuka
Anna Tibaijuka, född 12 oktober 1950 i Muleba, är en tanzaniansk politiker, nationalekonom och riksdagsledamot för partiet CCM (Chama Cha Mapinduzi). Hon var minister för mark, bostäder och utveckling av bosättningar mellan 2010 och 2014. Tibaijuka avlade sin doktorsexamen vid Sveriges lantbruksuniversitet i Uppsala.
Hon är tidigare undergeneralsekreterare i FN och tidigare verkställande direktör för FN:s program för mänskliga bosättningar (UN-HABITAT). Hon var den näst högst rankade afrikanska kvinnan i FN-systemet tills hon avgick 2010 för att kandidera till politiskt ämbete i Tanzania.
Anna Tibaijuka fick år 2009 WIN WIN Gothenburg Sustainability Award för sitt arbete för hållbar utveckling.

## Biografi
Tibaijuka föddes i en familj av småjordbrukare, och studerade jordbruksekonomi vid Sveriges lantbruksuniversitet i Uppsala. Hon talar flytande engelska, swahili, svenska och franska. Hon är änka efter Tanzanias tidigare ambassadör Wilson Tibaijuka, som avled år 2000.
I det nationella valet som hölls i oktober 2010 blev hon parlamentsledamot för CCM i Muleba-distriktet i Kagera-regionen.
Mellan 1993 och 1998 var Tibaijuka docent i ekonomi vid Dar es-Salaams universitet. Under denna period var hon också medlem av Tanzanias regeringsdelegation vid flera FN-toppmöten, bland annat FN:s konferens om mänskliga bosättningar (Istanbul, 1996), Världslivsmedelstoppmötet (Rom, 1996), den fjärde världskvinnokonferensen (Peking, 1995) och världstoppmötet om social utveckling (Köpenhamn, 1995). Vid världstoppmötet om livsmedel i Rom valdes hon till samordnare för östra Afrika i nätverket för livsmedelssäkerhet, handel och hållbar utveckling (COASAD). Tibaijuka har också varit styrelseledamot i Unescos internationella vetenskapliga rådgivande nämnd sedan november 1997. Hon är utländsk ledamot av Kungliga Skogs- och Lantbruksakademien.